# Hjalmar Peters
Hjalmar Peters (17 de octubre de 1875-18 de junio de 1939) fue un actor y director teatral y cinematográfico de nacionalidad sueca.

## Biografía
Nacido en Hudiksvall, Suecia, su nombre completo era Per Emil Hjalmar Petersson. 
Se casó por vez primera en 1900, con la actriz Svea Peters, casándose de nuevo en 1929, en esa ocasión con la también actriz Gunhild Lindholm (1875–1966). 
Hjalmar Peters falleció en Estocolmo, Suecia, en 1939. Fue enterrado en el Cementerio Norra begravningsplatsen de Estocolmo.

## Teatro

### Actor
- 1920 : Barken Margareta, de Christian Bogø y J. Ravn-Jensen,  Folkan[2]
- 1921 : Vagnmakarns frieri, de Hjalmar Peters, escenografía de Hjalmar Peters, Folkan[3]
- 1923 : Inspektorn på Siltala, de Hjalmar Procopé, escenografía de Hjalmar Peters, Folkan[4]
- 1923 : Sömngångerskan, de Mark Swan, escenografía de Hjalmar Peters, Folkan[5]
- 1923 : Svärmor i klämma, de Alfred Aatoft, escenografía de Hjalmar Peters, Folkan[6]
- 1924 : Högsta vinsten, de Hjalmar Peters, escenografía de Hjalmar Peters, Folkan[7]
- 1931 : Hans nåds testamente, de Hjalmar Bergman, escenografía de Per Lindberg, Vasateatern[8]
- 1931 : Skomakarkaptenen i Köpenick, de Carl Zuckmayer, escenografía de Per Lindberg, Vasateatern[9]
- 1931 : En japansk tragedi, de John Masefield, escenografía de Per Lindberg, Konserthusteatern[10]
- 1932 : Till Hollywood, de George S. Kaufman y Marc Connelly, escenografía de Gösta Ekman, Vasateatern[11]
- 1932 : Kanske en diktare, de Ragnar Josephson, escenografía de Gösta Ekman, Vasateatern[12][13]
- 1932 : Patrasket, de Hjalmar Bergman, escenografía de Gösta Ekman, Vasateatern[14]
- 1932 : Mästerkatten i stövlarna, de Palle Rosenkrantz, escenografía de Gösta Ekman, Vasateatern[15][16]
- 1932 : Cándida, de George Bernard Shaw, escenografía de Gösta Ekman, Vasateatern[17]
- 1932 : Broadway, de Philip Dunning y George Abbott, escenografía de Mauritz Stiller, Vasateatern[18]
- 1933 : Domaredansen, de Erik Lindorm, escenografía de Per-Axel Branner, Vasateatern[19]
- 1933 : I de bästa familjer, de Anita Hart y Maurice Braddell, escenografía de Gösta Ekman, Vasateatern[20]
- 1933 : Middag kl. 8, de George S. Kaufman y Edna Ferber, escenografía de Gösta Ekman, Vasateatern[21][22]
- 1933 : Banken, de Louis Verneuil, escenografía de Hjalmar Peters, Vasateatern[23]
- 1934 : Hamlet, de William Shakespeare, escenografía de Per Lindberg, Vasateatern[24]
- 1934 : Långfredag, de John Masefield, escenografía de Per Lindberg, Vasateatern[25]
- 1934 : Natten till den 17:de april, de Lajos Zilahy, escenografía de Gunnar Olsson, Vasateatern[26][27]
- 1934 : Bödeln, de Pär Lagerkvist, escenografía de Per Lindberg, Vasateatern[28]
- 1935 : Karriär-karriär, de Gábor Drégely, escenografía de Gösta Ekman, Vasateatern[29][30]
- 1935 : En förtjusande fröken, de Ralph Benatzky, escenografía de Gösta Ekman, Vasateatern[31]

### Director
- 1917 : Die ledige Mutter, de Paul Zoder, Folkets hus teater
- 1917 : 500 procent, de Egill Rostrup y Johannes Anker Larsen, Folkets hus teater
- 1917 : Morbrors pojke, de William Lorentzen, Folkets hus teater
- 1917 : Hobson's Choice, de Harold Brighouse, Folkets hus teater
- 1917 : Fuhrmann Henschel, de Gerhart Hauptmann, Folkets hus teater
- 1917 : Panelhöns, de Oscar Blumenthal y Gustav Kadelburg, Folkets hus teater
- 1918 : Bund fun di shvakhe, de Sholem Asch, Folkets hus teater
- 1918 : Rasmines bryllup, de Axel Frische y Robert Schönfeld, Folkets hus teater
- 1918 : En kärlekssaga från Västkusten, de Nanna Wallensteen, Folkets hus teater
- 1918 : Panelhöns, de Oscar Blumenthal y Gustav Kadelburg, Folkets hus teater
- 1918 : Dyckerpotts Erben, de Robert Grötsch, Folkets hus teater
- 1918 : Morgongryning, de Hjalmar Meidell, Folkets hus teater
- 1919 : Skomakarprinsessan, de Walter Stenström, Folkets hus teater
- 1919 : Gamle Postgaard, de Axel Frische y Henrik Malberg, Folkets hus teater
- 1919 : Hin och smålänningen, de Frans Hedberg, Folkets hus teater
- 1921 : Vagnmakarns frieri, de Hjalmar Peters, Folkan
- 1921 : Den ny husassistent, de Christian Bogø y Axel Frische, Folkan[32]
- 1923 : Inspektorn på Siltala, de Hjalmar Procopé, Folkan
- 1923 : Sömngångerskan, de Mark Swan, Folkan
- 1923 : Svärmor i klämma, de Alfred Aatoft, Folkan
- 1923 : Jazzflugan, de Sven Rune, Folkan[33]
- 1924 : Högsta vinsten, de Hjalmar Peters, Folkan
- 1928 : Österlunds Hanna, de Frans Hedberg, Tantolundens friluftsteater[34]
- 1933 : Banken, de Louis Verneuil, Vasateatern

## Selección de su filmografía

### Actor
- 1919 : Ett farligt frieri
- 1919 : Synnöve Solbakken
- 1919 : Sången om den eldröda blomman
- 1919 : Ingmarssönerna
- 1925 : Ett köpmanshus i skärgården
- 1929 : Den starkaste
- 1931 : Generalen
- 1932 : Landskamp
- 1933 : Kanske en diktare
- 1935 : Järnets män
- 1935 : Swedenhielms
- 1935 : Valborgsmässoafton
- 1937 : Konflikt
- 1938 : Du gamla du fria
- 1938 : Med folket för fosterlandet
- 1938 : Storm över skären
- 1938 : Pengar från skyn

### Director
- 1925 : Ett köpmanshus i skärgården